# Campionatul Mondial de Semimaraton din 1994
A treia ediție a Campionatului Mondial de Semimaraton s-a desfășurat pe 24 septembrie 1994 la Oslo, Norvegia. Au participat 214 sportivi din 48 de țări.

## Rezultate

### Masculin
| Loc | Sportiv           | Timp    |
| --- | ----------------- | ------- |
| 1   | Khalid Skah       | 1:00:27 |
| 2   | Germán Silva      | 1:00:28 |
| 3   | Ronaldo da Costa  | 1:00:54 |
| 4   | Godfrey Kiprotich | 1:01:01 |
| 5   | Shem Kororia      | 1:01:16 |
| 6   | Andrew Masai      | 1:01:19 |
| 7   | Tendai Chimusasa  | 1:01:26 |
| 8   | Fackson Nkandu    | 1:01:30 |
| 9   | Moses Tanui       | 1:01:35 |
| 10  | Rolando Vera      | 1:01:36 |

| Loc | Țară                                                               | Timp                            |
| --- | ------------------------------------------------------------------ | ------------------------------- |
|     | Kenya Godfrey Kiprotich (4) Shem Kororia (5) Andrew Masai (6)      | 3:03:36 1:01:01 1:01:16 1:01:19 |
|     | Mexic Germán Silva (2) Martín Pitayo (12) Benjamín Paredes (14)    | 3:03:47 1:00:28 1:01:38 1:01:41 |
|     | Maroc Khalid Skah (1) Salah Hissou (18) Abdelkader El Mouaziz (34) | 3:05:58 1:00:27 1:02:20 1:03:11 |

### Feminin
| Loc | Sportivă          | Timp    |
| --- | ----------------- | ------- |
| 1   | Elana Meyer       | 1:08:36 |
| 2   | Iulia Negură      | 1:09:15 |
| 3   | Anuța Cătună      | 1:09:35 |
| 4   | Albertina Dias    | 1:09:57 |
| 5   | Elena Fidatov     | 1:10:13 |
| 6   | Hilde Stavik      | 1:10:21 |
| 7   | Brynhild Synstnes | 1:10:29 |
| 8   | Marleen Renders   | 1:10:33 |
| 9   | Adriana Barbu     | 1:10:38 |
| 10  | Mari Tanigawa     | 1:10:43 |

| Loc | Țară                                                                 | Timp                            |
| --- | -------------------------------------------------------------------- | ------------------------------- |
|     | România · Iulia Negură (2) · Anuța Cătună (3) · Elena Fidatov (5)    | 3:29:03 1:09:15 1:09:35 1:10:13 |
|     | Norvegia Hilde Stavik (6) Brynhild Synstnes (7) Grete Kirkeberg (22) | 3:33:36 1:10:21 1:10:29 1:12:46 |
|     | Japonia Mari Tanigawa (10) Mineko Watanabe (19) Yukari Komatsu (20)  | 3:35:39 1:10:43 1:12:26 1:12:30 |

## Clasament pe medalii
| Loc   | Țară          | Aur | Argint | Bronz | Total |
| ----- | ------------- | --- | ------ | ----- | ----- |
| 1     | România       | 1   | 1      | 1     | 3     |
| 2     | Maroc         | 1   | 0      | 1     | 2     |
| 3     | Africa de Sud | 1   | 0      | 0     | 1     |
| 3     | Kenya         | 1   | 0      | 0     | 1     |
| 5     | Mexic         | 0   | 2      | 0     | 2     |
| 6     | Norvegia      | 0   | 1      | 0     | 1     |
| 7     | Brazilia      | 0   | 0      | 1     | 1     |
| 7     | Japonia       | 0   | 0      | 1     | 1     |
| Total | Total         | 4   | 4      | 4     | 12    |